# Tumba
Tumba er hovedby i Botkyrka kommune i Stockholms län, Södermanland, Sverige. Af byområdets 35.311 indbyggere bor 21.140 i Botkyrka kommune og 14.171 i Salems kommune (2005).
Byen voksede op omkring jernbanestationen, hvis gamle stationsbygning fandtes indtil midten af 1990'erne, hvorefter den blev revet ned og erstattet af en ny pendlertogstation og en moderniseret busterminal til lokaltrafikken.
Siden 1755 har Sveriges Riksbanks seddeltrykkeri, Tumba pappersbruk, ligget i byen. I 2001 blev det solgt til Crane AB. Byens anden store virksomhed, er en afdeling af DeLaval.

## Andet
En tumba er også betegnelsen for en "dyb" congatromme